# Kurt Mälzer
Kurt Mälzer, talvolta citato nelle fonti in italiano come Maeltzer o Maltzer (Altenburg, 2 agosto 1894 – Werl, 24 marzo 1952), è stato un generale e criminale di guerra tedesco. 
Con il grado di Generalleutnant (tenente generale) della Luftwaffe, durante la seconda guerra mondiale fu il comandante della piazza di Roma nel periodo dell'eccidio delle Fosse Ardeatine.

## Biografia
Nel 1914, ancora prima dello scoppio della prima guerra mondiale, Mälzer si arruolò nell'esercito sassone come allievo ufficiale. Nello stesso anno fu decorato con la croce di ferro di 1ª e 2ª classe. Durante la guerra completò l'addestramento da pilota d'aereo. Dopo la fine del conflitto, col grado di Leutnant, transitò nella Reichswehr e prestò servizio dapprima come comandante di plotone nel 4. Kraftfahr-Abteilung (4º battaglione trasporti). Tra il 1923 e il 1924 frequentò i corsi della scuola d'artiglieria di Jüterbog. Nel 1925, promosso al grado di Oberleutnant, assunse il comando di una batteria del 4º reggimento d'artiglieria.
Tra il 1928 e il 1933 studiò all'Università tecnica di Berlino, dove conseguì la laurea in ingegneria. In seguito prestò servizio al ministero della difesa (Reichswehrministerium). Nel 1934, Mälzer fu trasferito nella Luftwaffe, all'epoca ancora in fase di formazione. Insegnò per breve tempo alla scuola tecnica di Jüterbog e fu uno dei primi addestratori della nuova accademia aeronautica di Berlino-Gatow. Nel 1937, col grado di Oberstleutnant, assunse il comando del Kampfgeschwader 255 (255º stormo) e dell'aeroporto militare di Landsberg am Lech.
Allo scoppio della seconda guerra mondiale, Mälzer era aggregato allo stato maggiore della Luftflotte 2. Durante la campagna di Francia prestò servizio al comando del distretto aereo Belgio-Francia settentrionale con sede a Bruxelles. Promosso Generalmajor nel 1941, nel biennio 1942-1943 fu capodipartimento al ministero dell'aeronautica (Reichsluftfahrtministerium) e nel settembre 1943 divenne comandante del Sanitäts-Flugbereitschaft 17 a Vienna. Promosso Generalleutnant il 1º ottobre 1943, il 30 dello stesso mese fu trasferito a Roma in qualità di comandante della città. In quanto tale era un sottoposto del generale Eberhard von Mackensen, comandante della 14ª armata, che in un'occasione lo definì wirrer Kopf, ovvero "confusionario". Il feldmaresciallo Albert Kesselring, comandante del fronte del sud-ovest, considerava sia von Mackensen che Mälzer incapaci della «durezza brutale, forse anche ingiusta, ma necessaria nel quinto anno di guerra».
Nella sua funzione di comandante della piazza di Roma fu corresponsabile dell'eccidio delle Fosse Ardeatine, avvenuto il 24 marzo 1944. Dato che la città si trovava in quel momento nelle immediate retrovie del fronte, la facoltà di decidere eventuali misure di rappresaglia in caso di attacchi contro soldati tedeschi spettava alla catena di comando della Wehrmacht, nel caso di Roma composta – procedendo verso l'alto – dai generali Mälzer e Mackensen e dal feldmaresciallo Kesselring. Il capo dello SD a Roma, l'Obersturmbannführer Herbert Kappler, era quindi alle dipendenze del generale Mälzer.
Il 23 marzo 1944, alle ore 15:50, mentre si compiva l'attentato dinamitardo in via Rasella, contro una compagnia del Polizeiregiment "Bozen", Mälzer era impegnato in un pranzo all'Hotel Excelsior, in Via Vittorio Veneto. Giunto sul luogo dell'attentato, dove era già presente il questore di Roma, Pietro Caruso, il generale, alterato per gli effetti dell'alcol, apparve sconvolto ed estremamente irritato: in un primo momento parlò di fucilare tutti i residenti in zona e di far saltare in aria gli edifici intorno alla strada con la dinamite. L'ufficiale che ricevette quest'ordine tuttavia non lo eseguì, appellandosi al feldmaresciallo Kesselring, che era in visita ad Anzio. Sul posto, poco dopo, arrivarono anche il consigliere dell'ambasciata tedesca a Roma, Eitel Friedrich Moellhausen, il colonnello delle SS Eugen Dollmann, Kappler e cercarono di calmare il generale Mälzer.
Il capo ufficio operazioni di Kesselring, colonnello Dietrich Beelitz, telefonò al quartier generale di Rastenburg immediatamente. Hitler, stava riposando e avvertito dell'attentato alle ore 16:30, era furioso e voleva una rappresaglia che avrebbe fatto tremare il mondo, volendo che fosse fatto saltare in aria l'intero quartiere della città, con tutti quelli che lo abitavano. Kesselring, che non poteva distogliere dal fronte l'imponente numero di soldati che sarebbero serviti per eseguire l'ordine di Hitler, decise di comune accordo con Malzer e Kappler, la fucilazione di dieci ostaggi per ogni tedesco ucciso; lo stesso Führer aveva richiesto una rappresaglia immediata nella misura di uccidere trenta-cinquanta italiani per ogni soldato tedesco morto in via Rasella, ma non esistono documenti che provino l'esistenza di un ordine diretto di Hitler con la precisa determinazione dell'entità della rappresaglia.
Sarebbero stati Kesselring e von Mackensen a decidere di ridurre le proporzioni della rappresaglia. Il 24 marzo 1944, a partire dalle ore 14, furono uccise complessivamente 335 persone, tra civili, prigionieri politici ed ebrei. Mälzer, a causa di questo crimine di guerra, fu tratto dinanzi a un tribunale militare britannico nel novembre 1946 insieme a von Mackensen e condannato a morte. Già nel settembre 1946 un tribunale americano aveva condannato Mälzer a 10 anni di reclusione, ridotti poi a tre, poiché il 2 febbraio 1944, in occasione di una parata, aveva esibito in pubblico alcuni prigionieri di guerra.
Il 29 giugno 1947 la pena di morte venne commutata in ergastolo, sia per Mälzer che per von Mackensen e Kesselring. Von Mackensen e Mälzer scontarono la pena a partire dal 1947 nel carcere di Werl. Mentre il primo fu liberato nell'ottobre 1952, Mälzer morì in prigione. Il suo funerale fu trasformato in una manifestazione di solidarietà da parte del Verband deutscher Soldaten, cui si aggregarono la Croce Rossa tedesca, lo Stahlhelm, Bund der Frontsoldaten, il Partito Liberale e Die Falken.